# Dubai Mall
Dubai Mall (arabsky دبي مول‎) je nákupní centrum v Dubaji a druhé největší nákupní centrum na světě podle celkové plochy. Spolu s West Edmonton Mall v Kanadě je to osmnácté největší obchodní centrum na světě dle hrubé pronajímatelné plochy (2016). Je součástí centra města, které stálo přibližně 20 miliard dolarů, je zde 1200 obchodů a přibližně 635 prodejců. V roce 2011 to byla nejnavštěvovanější budova na planetě, navštívilo ji více než 34 miliónů návštěvníků. Do nákupního centra je hlavní vstup z Doha Street, která byla přestavěna na dvoupatrovou silnici v dubnu 2009, Dubajským metrem se sem dostanete červenou linkou – stanice Burj Khalifa/Dubai Mall.
Dubai Mall bylo otevřeno dne 8. května 2009. Dokončení stavby se uskutečnilo dvakrát později, než se původně odhadovalo.
O Dubajském nákupním centru pojednával pořad Megastructures televize National Geographic Channel.

## Popis
Uvnitř centra se nachází Dubai Aquarium, luxusní hotel s 250 pokoji, 22 kinových sálů, 120 restaurací a kaváren. Ve třech parkovištích se zde nachází přibližně 14 000 parkovacích míst. Nachází se zde také kluziště a zábavný park pro děti SEGA Republic, ve kterém je přibližně 15 atrakcí. Je zde také KidZania, což je naučný park pro děti. V budově je vstup na vyhlídky „At the Top" do Burdž Chalífa. V říjnu 2009 byl zde zároveň postaven obchod Candylicious, což je největší obchod se sladkostmi na světě.

## Návštěvnost
V prvních pěti dnech po otevření bylo prodáno více než 61 000 lístků do Dubajského Akvária. Dubai Mall navštívilo v otevíracím roce přes 37 000 000 návštěvníků V roce 2016 ho denně navštívilo přibližně 700 000 návštěvníků.
|                   | 2009       | 2010       | 2011       | 2012       | 2013       | 2014       | 2015 P1    |
| ----------------- | ---------- | ---------- | ---------- | ---------- | ---------- | ---------- | ---------- |
| Počet návštěvníků | 39 milionů | 47 milionů | 54 milionů | 65 milionů | 75 milionů | 80 milionů | 62 milionů |